# 三浦公亮
三浦 公亮（みうら こうりょう、1930年2月23日 - ）は、日本の航空宇宙工学者。専門は宇宙構造物の設計。東京大学名誉教授。東京大学宇宙航空研究所助教授、文部省宇宙科学研究所教授を歴任。
チューハイ缶などに使われている「PCCPシェル」や、地図や人工衛星のパネルの畳み方の「ミウラ折り」を考案したことで知られる。

## 略歴
- 1930年 - 東京に生まれる。
- 1947年 - 東京高等師範学校附属中学校（現・筑波大学附属中学校・高等学校）卒業。

同期生に大川慶次郎、大島通義、岡野行秀、越智通雄など。
旧制第一高等学校を経て、東京大学に進学。
東京大学工学部船舶工学科卒業後、同大航空学専攻博士課程修了。
東京大学の航空研究所が再開されたのに伴い、同研究所の助手となる。
- 1963年 - コロンビア大学。
- 1966年～1967年 - NASAのラングレー研究センターで、極超音速機の胴体の破壊の研究を行う。

東京大学宇宙航空研究所助教授、文部省宇宙科学研究所教授を経て、東京大学名誉教授。

## 主な業績

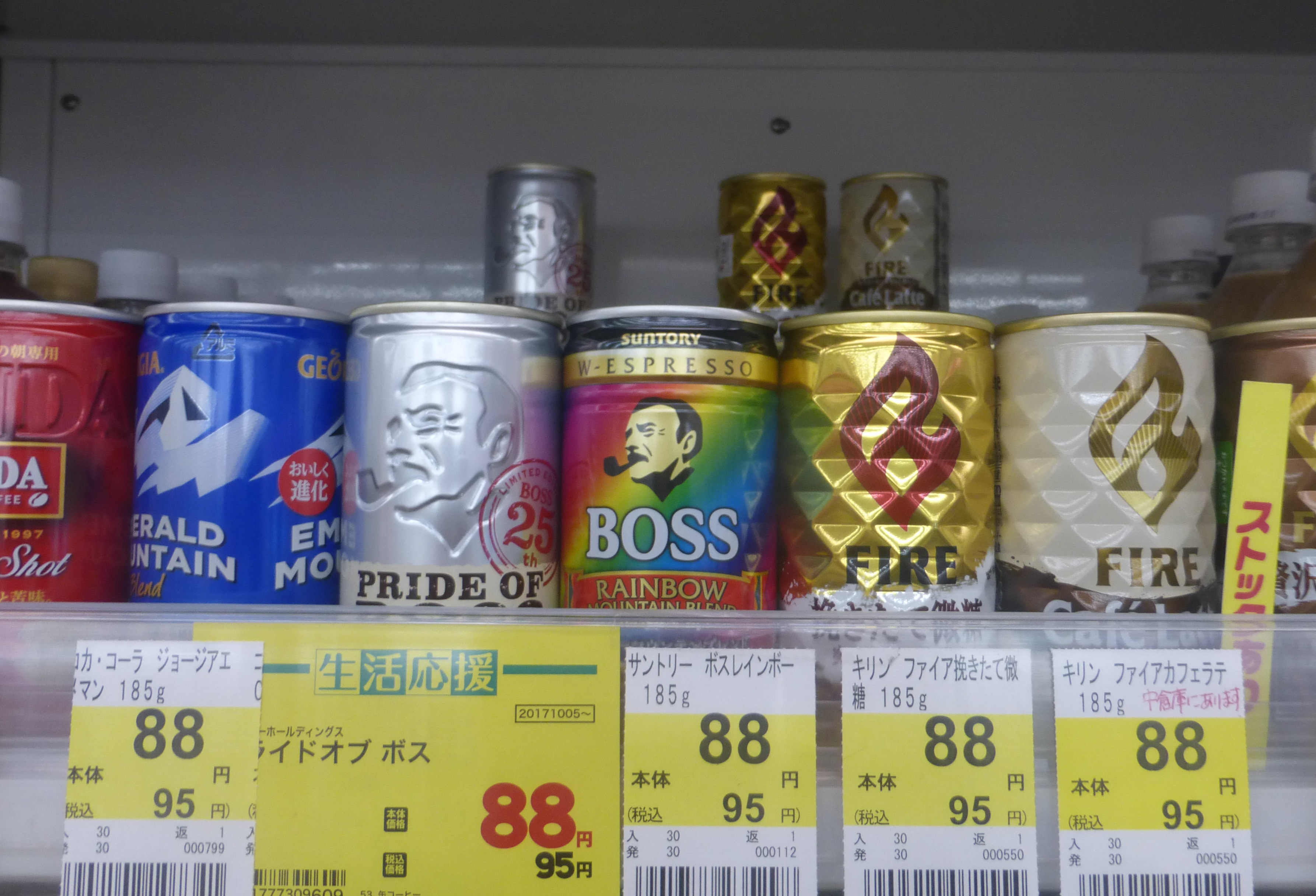
三浦が発見した「PCCPシェル」は、東洋製罐およびキリンによって「ダイヤカット缶」として実用化された。

宇宙科学研究所（文部省→JAXA）にて、宇宙構造工学を研究。前述の破壊の研究において発見されていた「吉村パターン」を構造物に応用した「PCCPシェル」の提案や、実機のものとしては電波天文衛星「はるか」の大型アンテナなどの設計、また一般にも広く知られているものとしては、ミウラ折りの研究（小型宇宙プラットフォームSFU（宇宙実験衛星）の二次元展開アレイとして、実際に宇宙でも検証された）、などがある。
缶チューハイや缶コーヒーの構造として使われている「ダイヤカット缶」は、「PCCPシェル」の応用である。

### PCCPシェル
PCCPシェル（Pseudo-Cylindrical Concave Polyhedral Shell）とは、円筒形の構造体。1960年代、三浦がNASAのラングレー研究所に在籍中、極超音速機の胴体の破壊のモデルの研究過程で発見した。このパターンは元々は東京大学教授の吉村慶丸が1950年代に「航空機の胴体の破壊パターン」として見出したものだが（これは現在「吉村パターン」として知られている）、三浦は新たな「構造」として捉え直し、1969年に論文として発表した。
缶の構造として使った場合、従来の缶に使われていた「横ビード」と呼ばれるベローズ構造と比較すると、パネリング強度（缶の凹みにくさ）が3倍もあり、しかも縦方向の加重に対しても充分な強度がある。そのため、同じ強度だと、缶の板厚を薄く、30%軽量化でき、コストに優れるほか、いかにも氷の清涼感をイメージさせるデザイン性もよい。
PCCPシェル構造を用いた缶は、東洋製罐が1990年代に「ダイヤカット缶」として実用化し、現在はキリンの缶コーヒー「Fire」やチューハイ「氷結」などでおなじみのデザインとなっている。
「ダイヤカット缶」は、東洋製罐が特許を保有し、キリンホールディングスが立体商標登録をしている。

### ゼータコア
ミウラ折り構造の板を、2枚の板でサンドイッチした物。ハチの巣状の構造材料をサンドイッチした、「ハニカムサンドイッチ構造」の一種に分類される。
「ハニカムサンドイッチ構造」に関しては、中芯として複雑な3次元構造を敷き詰めたものが様々に考案されているが、それらと比較すると、1枚の板にミウラ折り構造の凸凹（基本的には平行四辺形の平面充填である）をプレスするだけでよい、つまり金属板1枚とプレス機だけで剛性・軽量性ともに優れた中芯を製造できるという利点がある。そのため、コストに優れるほか、通気性もよい。
PCCPシェルは「二つのローラーで挟み込む」という金型が1990年代に考案されて実用化に成功したが、ゼータコアは量産に適した金型がまだ考案されていない。そのため、実用化されていない。

## 著書
- 『テニスの科学―なぜ、あなたはミスショットするか』光文社、1980年 ISBN 978-4-33-406002-2
- 『ゲームに勝つテニス―科学的思考によるレベルアップ法』光文社、1982年 ISBN 978-4-33-406008-4
- 『ソーラーセイル―宇宙帆船とルナカップレース』（共著）丸善、1993年 ISBN 978-4-62-103889-5